# Дворец Клам-Галласов
Дворец Клам-Галласов (чеш. Clam-Gallasův palác, Clam-Gallasovský palác) — барочный дворец в Праге, находится в Старом городе, на Марианской площади. Образует квартал, окружён улицами Гусова и Линхартска.
На месте южной части дворца в XIV веке стоял дом, перестроенный в 1351 году для моравского маркграфа Яна Йиндржиха, младшего брата Карла IV. После его смерти дворец был сдан в аренду пражским патрициям. От оригинального дома сохранилось сводчатое подвальное помещение (первоначально цокольный этаж) в южной части здания. В 15 веке дворец принадлежал семье ювелира Отлина, поэтому его называли Отловским домом.
Здание было возведено по распоряжению верховного маршала Богемии и вице-короля Неаполя графа Иоганна Венцеля фон Галласа в 1713—1718 годах. Внутренняя отделка здания завершилась лишь к 1730 году. 
В конце 1918 года в здании располагалось первое чехословацкое министерство финансов. В 1945 году дворец был национализирован.

## Галерея

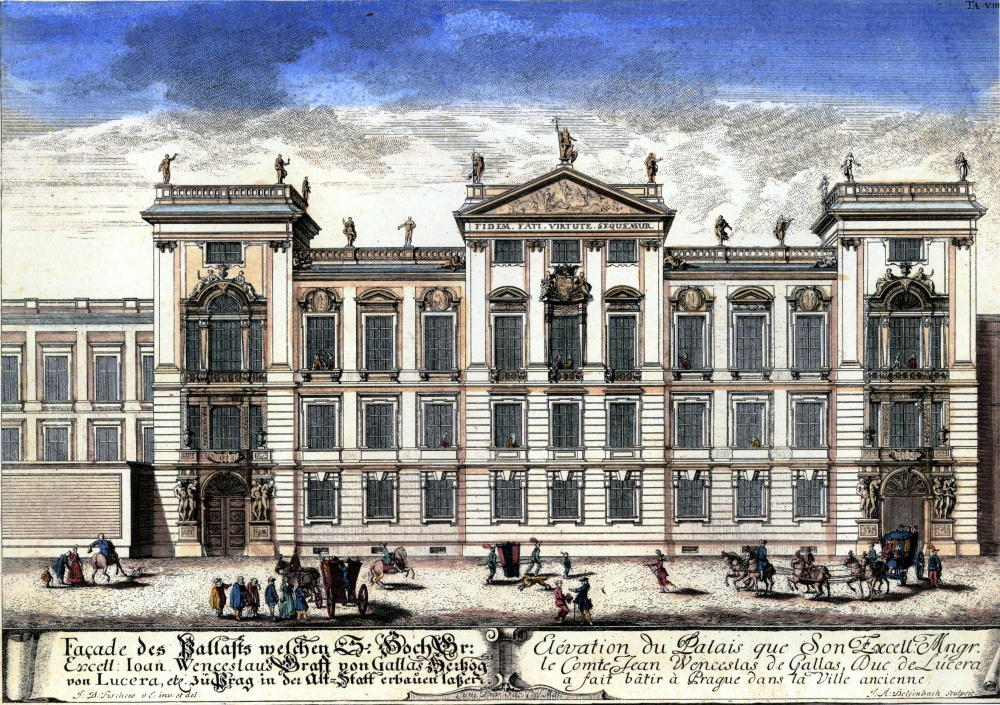
Историческое изображение дворца.
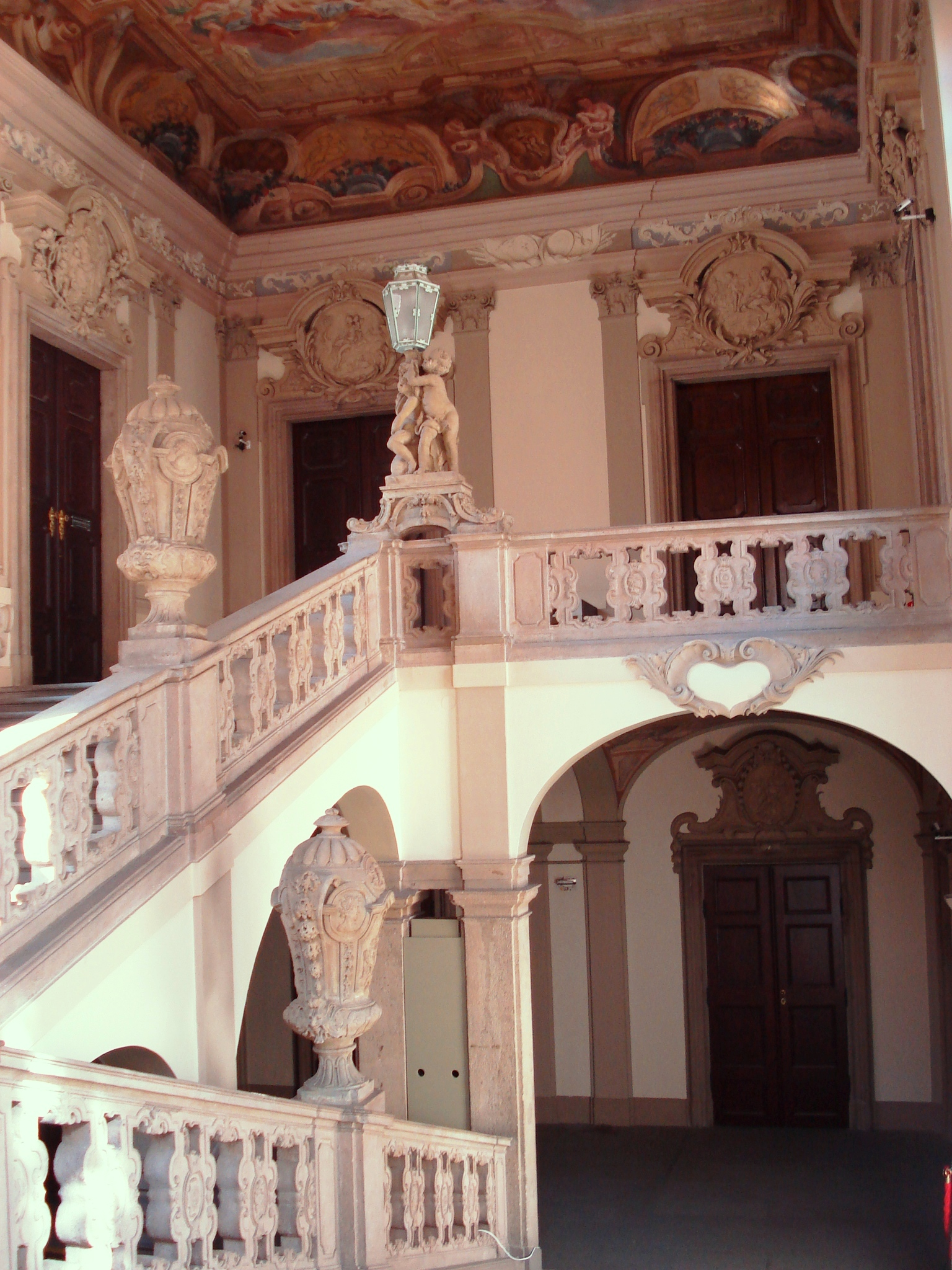
Интерьер дворца, парадная лестница.